# Alexis Contin
Alexis Jean-Claude Contin (Saint-Malo, 19 de octubre de 1986) es un deportista francés que compitió en patinaje de velocidad, en las modalidades sobre hielo y en línea.
Ganó tres medallas en el Campeonato Mundial de Patinaje de Velocidad sobre Hielo en Distancia Individual entre los años 2015 y 2017.
Participó en tres Juegos Olímpicos de Invierno, entre los años 2010 y 2018, ocupando el cuarto lugar en Vancouver 2010 (10 000 m) y el octavo en Sochi 2014 (persecución por equipos).
Además, obtuvo 28 medallas en el Campeonato Mundial de Patinaje de Velocidad sobre Patines en Línea (doce de oro, nueve de plata y siete de bronce) y tres medallas en los Juegos Mundiales, en los años 2005 y 2009.

## Palmarés internacional
| Campeonato Mundial en Distancia Individual | Campeonato Mundial en Distancia Individual | Campeonato Mundial en Distancia Individual | Campeonato Mundial en Distancia Individual |
| Año                                        | Lugar                                      | Medalla                                    | Prueba                                     |
| ------------------------------------------ | ------------------------------------------ | ------------------------------------------ | ------------------------------------------ |
| 2015                                       | Heerenveen (Países Bajos)                  | Medalla de bronce                          | Salida en grupo                            |
| 2016                                       | Kolomna (Rusia)                            | Medalla de bronce                          | Salida en grupo                            |
| 2017                                       | Gangneung (Corea del Sur)                  | Medalla de plata                           | Salida en grupo                            |